# (18709) Laurawong
(18709) Laurawong (1998 HE99) – planetoida z pasa głównego asteroid okrążająca Słońce w ciągu 4,28 lat w średniej odległości 2,64 j.a. Odkryta 21 kwietnia 1998 roku.